# Кембриџ (Онтарио)
Кембриџ (енгл. Cambridge) је град у Канади у покрајини Онтарио. Према резултатима пописа 2011. у граду је живело 126.748 становника.

## Становништво
Према резултатима пописа становништва из 2011. у граду је живело 126.748 становника, што је за 5,3% више у односу на попис из 2006. када је регистровано 120.371 житеља.
| 2006.   | 2011.   |
| ------- | ------- |
| 120.371 | 126.748 |